# 1479
1479 (MCDLXXIX) fue un año común comenzado en viernes del calendario juliano.

## Acontecimientos
- 20 de enero: en España, Fernando II de Aragón accede al trono.
- 4 de septiembre: Tratado de Alcáçovas entre los Reyes Católicos y Portugal.
- 13 de octubre - Batalla de Breadfield : El ejército del Reino de Hungría, comandado por Pál Kinizsi e István Báthory, derrota al ejército otomano dirigido por Ali Koca Bey en Transilvania.
- En España, Leonor de Foix es proclamada reina de Navarra.
- Sicilia es incorporada a Aragón.
- Paz entre los turcos y Venecia.
- Axayácatl manda esculpir la Piedra del Sol.

## Nacimientos
- 6 de noviembre: Juana I de Castilla.

## Fallecimientos
- 20 de enero: Juan II de Aragón, rey de Aragón y de Navarra.
- 25 de enero: Diego Hurtado de Mendoza y Figueroa, noble castellano, primer duque del Infantado.
- 24 de abril: Jorge Manrique, poeta castellano.
- San Juan de Sahagún, religioso español, patrón de Salamanca y de Sahagún.
- Antonello da Messina, pintor italiano (n. 1430).
- Jorge Manrique, poeta y escritor castellano